# 1. ŽMNL Požeško-slavonska
1. županijska malonogometna liga Požeško-slavonska je 3. stupanj malonogometnih (futsal) natjecanja u Hrvatskoj te u njoj nastupaju klubovi s područja Požeško-slavonske županije. U ovoj ligi prvoplasirani klub prelazi u viši rang - Druga hrvatska malonogometna liga - Istok, dok posljednji ispada u 2. ŽMNL Požeško-slavonska.

## Dosadašnji prvaci - seniori
| Sezona    | Rang | Prvak                     |
| --------- | ---- | ------------------------- |
| 2001./02. | 3.   |                           |
| 2002./03. | 3.   | MNK Bijela Kuća Požega    |
| 2003./04. | 3.   | MNK Bijela Kuća Požega    |
| 2004./05. | 3.   | MNK Internacional Kutjevo |
| 2005./06. | 3.   |                           |
| 2006./07. | 3.   |                           |
| 2007./08. | 3.   | MNK Žir Češljakovci       |
| 2008./09. | 3.   |                           |
| 2009./10. | 3.   |                           |
| 2010./11. | 3.   |                           |
| 2011./12. | 3.   | MNK Lexoes Požega         |
| 2012./13. | 3.   | MNK Tornado Požega        |
| 2013./14. | 3.   | MNK Tornado Požega        |
| 2014./15. | 3.   | MNK Caffe bar Jack Požega |
| 2015./16. | 3.   | MNK Alabama Brestovac     |
| 2016./17. | 3.   | MNK Požega                |
| 2017./18. | 3.   | Autodijelovi Tokić Požega |
| 2018./19. | 3.   | Jakšić                    |

## Unutarnje poveznice
- 2. ŽMNL Požeško-slavonska
- Županijski kup
- Druga hrvatska malonogometna liga
- Hrvatski malonogometni kup
- Hrvatski malonogometni superkup
- UEFA Futsal Cup